# Хасан Насрала
Хасан Насрала (арап. حسن نصر الله; Бурж Хамуд, 31. август 1960 — Бејрут, 27. септембар 2024) био је либански верски и политички вођа и генерални секретар Хезболаха од 1992. до смрти 2024. године.
Насрала је описан као „национални херој“ и „икона“ у Либану и широм арапског и муслиманског света, и хваљен је због свог кредибилитета и ефикасности у арапско-израелском сукобу. Међутим, последњих година је био критикован због подршке Башару ел Асаду током грађанског рата у Сирији.

## Биографија
Рођен је 31. августа 1960. године у шиитској породици у Бурж Хамуду (околина Бејрута) у Либану.
Насрала је студирао у шиитској богословији у граду Баалбеку у долини Бека. Школа је следила учења ајатолаха Мохамеда Бакир ел-Садра, рођеног у Ираку, који је основао покрет Дава у Наџафу, у Ираку, почетком 1960-их. Након тога Насрала је похађао исламске студије у шиитској богословији у Наџафу. Вратио се у Либан 1979. године када је Садам Хусеин почео да протерује многе шиите, укључујући и Рухолаха Хомеинија.
Прикључио се Хезболаху 1982. године, након инвазије Израела на Либан. Године 1989. отпутовао је у Ком у Ирану и похађао додатне исламске студије.
Године 1991. Насрала се вратио у Либан и заменио Абаса ел Мусавија на месту лидера Хезболаха након што је овај погинуо у израелском ваздушном нападу 1992. године.
Током његовог мандата, Хезболах је проглашен терористичком организацијом, било у потпуности или делимично, од стране САД и других нација, као и од ЕУ. Русија одбацује тврдње да је Хезболах терористичка организација и сматра Хезболах легитимном друштвено-политичком организацијом. Кина остаје неутрална и одржава контакте са Хезболахом.
Убијен је у нападу израелског ратног ваздухопловства на штаб Хезболаха у Бејруту 27. септембра 2024. године. Наследио га је његов дугогодишњи заменик Наим Касем.